# Trance Nation – Mixed by Above & Beyond

## Lista utworów
CD 1
1. Answer42 Feat. Belinda Frank – "Pink Houses" (Vox-Dub Edit) – 5:09
2. Passenger 10 – "Mikado" (DJ Tatana Dub) – 5:11
3. Andrew Bennett – "Break Away" (Martin Roth NuStyle Dub Mix) – 4:55
4. Marco V –	"Unprepared" – 6:14
5. Stoneface & [[]]Terminal – "Santiago" – 4:54
6. OceanLab – "Secret" (Andrew Bayer Remix) – 4:54
7. Sunny Lax – "Reborn" – 5:38
8. Josh Gabriel pres. Winter Kills – "Deep Down" – 6:20
9. Firestorm pres. Coll & Tolland – "Redemption" (Cressida Remix) – 5:13
10. Matt Cassar – "7 Days & One Week" (Myon & Shane 54 Remix Edit) – 5:24
11. Airplay 47 – "Be Free" (Mat Zo Remix) – 6:02
12. Cosmic Gate – "Sign Of The Times" (Markus Schulz Mix) – 6:15
13. Matan Zohar – "First Glance" – 5:38
14. Airbase Feat. Floria Ambra – "Interfere" (Dub Mix) – 6:28
15. Carl B & Static Blue – "Sunstruck" (JPL Remix) – 6:16

CD 2
1. Mat Zo – "24 Hours" – 5:32
2. Lange & Andy Moor – "Stadium Four" – 5:29
3. Ronski Speed Feat. Mque – "Are You?" (Club Dub) – 5:42
4. Gareth Emery – "Exposure" – 5:31
5. OceanLab – "Ashes" (Oliver Smith Remix) – 5:26
6. Saints & Sinners – "Peace" (Breakfast Remix) – 5:40
7. Cold Blue – "Fever" – 5:10
8. Nitrous Oxide – "Magenta" – 5:10
9. Mike Koglin – "The Silence" (Prospekt Remix) – 4:40
10. Activa pres. Solar Movement – "Eclipse" – 5:07
11. OceanLab – "On A Good Day" (Above & Beyond Club Mix) – 5:48
12. Nitrous Oxide – "Aurora" – 6:02
13. Robert Nickson – "Circles" – 4:38
14. Ferry Tayle & Static Blue – "L'Acrobat" – 4:51
15. Ilya Soloviev – "Universal Universe" – 4:34